# Aljaksandra Herasimenja
Aljaksandra Viktaraŭna Herasimenja, nota anche come Aleksandra Herasimenja (in bielorusso Аляксандра Віктараўна Герасіменя?; Minsk, 31 dicembre 1985), è un'ex nuotatrice bielorussa.

## Biografia
Nonostante un divieto di due anni per un test positivo per il Norandrosterone nel 2003, Herasimenja è tornata a vincere medaglie d'oro sia ai Campionati europei che a quelli mondiali.
Ai Campionati mondiali di nuoto 2011, ha vinto la medaglia d'oro nei 100 metri stile libero, pareggiata con la danese Jeanette Ottesen con il tempo di 53"45. Alle Olimpiadi estive del 2012 ha vinto due medaglie d'argento nei 50 e 100 metri stile libero. Alle Olimpiadi estive del 2016 ha vinto la medaglia di bronzo nei 50 metri stile libero con il tempo di 24"11. Ha inoltre vinto due medaglie di bronzo nei 50 metri dorso ai Campionati mondiali del 2007 e del 2017.
Il 7 agosto 2019 ha annunciato il ritiro dalle competizioni.
Durante le proteste bielorusse del 2020, seguenti alle elezioni che mantennero alla guida del Paese l'autocrate Aljaksandr Lukašėnka, Herasimenja è stata responsabile dei giovani e dello sport nella gestione nazionale anti-crisi, un governo ombra creato dal Consiglio di coordinamento bielorusso per il trasferimento pacifico del potere. Al vertice di Belarussian Sport Solidarity Foundation,creata per aiutare gli atleti incarcerati o minacciata, Herasimenja finanzia la Fondazione mettendo all'asta le sue medaglie.
Herasimenja, accusata di "minaccia alla sicurezza e all'economia nazionale", vive in esilio a Vilnius. Nel 2021 ha detto al "Corriere della Sera": "Se non sei allineato al regime in Bielorussia ti basta poco per finire in galera".

## Palmarès
- Giochi olimpici

Londra 2012: argento nei 50m sl e nei 100m sl.
Rio de Janeiro 2016: bronzo nei 50m sl.
- Mondiali

Melbourne 2007: argento nei 50m dorso.
Shanghai 2011: oro nei 100m sl.
Budapest 2017: bronzo nei 50m dorso.
- Mondiali in vasca corta

Istanbul 2012: oro nei 50m sl.
- Europei

Berlino 2002: bronzo nei 50m sl e nei 50m dorso.
Budapest 2006: argento nei 50m dorso.
Budapest 2010: oro nei 50m dorso e argento nei 100m sl.
- Europei in vasca corta

Riesa 2002: argento nei 50m sl e nella 4x50m sl.
Trieste 2005: bronzo nei 50m dorso.
Istanbul 2009: argento nei 50m dorso e bronzo nei 100m dorso.
Chartres 2012: oro nei 50m sl, argento nei 50m farfalla e bronzo nella 4x50m sl.
Herning 2013: bronzo nei 50m sl e nei 100m sl.
Netanya 2015: bronzo nella 4x50m misti mista.
- Europei giovanili

Dunkerque 2000: argento nei 50m dorso.
- Universiadi

Bangkok 2007: argento nei 50m sl e nei 50m dorso.
Belgrado 2009: oro nei 50m sl, argento nei 100m sl e bronzo nei 50m dorso.
Shenzen 2011: oro nei 50m sl, argento nei 50m dorso e bronzo nei 100m dorso.
Kazan 2013: oro nei 50m sl, nei 100m sl e nei 50m farfalla e argento nei 50m dorso.